# 國道1號 (緬甸)
國道1號是縱貫缅甸联邦共和国南北的主要公路，連接该国最大商業城市仰光和第二大城市曼德勒，全长695公里。公路始於仰光河濱路，在仰光市區又稱為卑謬路（但事實上通往卑謬的道路是國道2號）。經過勃生和首都內比都後，在密鐵拉與國道4號交匯，朝北至曼德勒止。